# Синявинская улица (Москва)

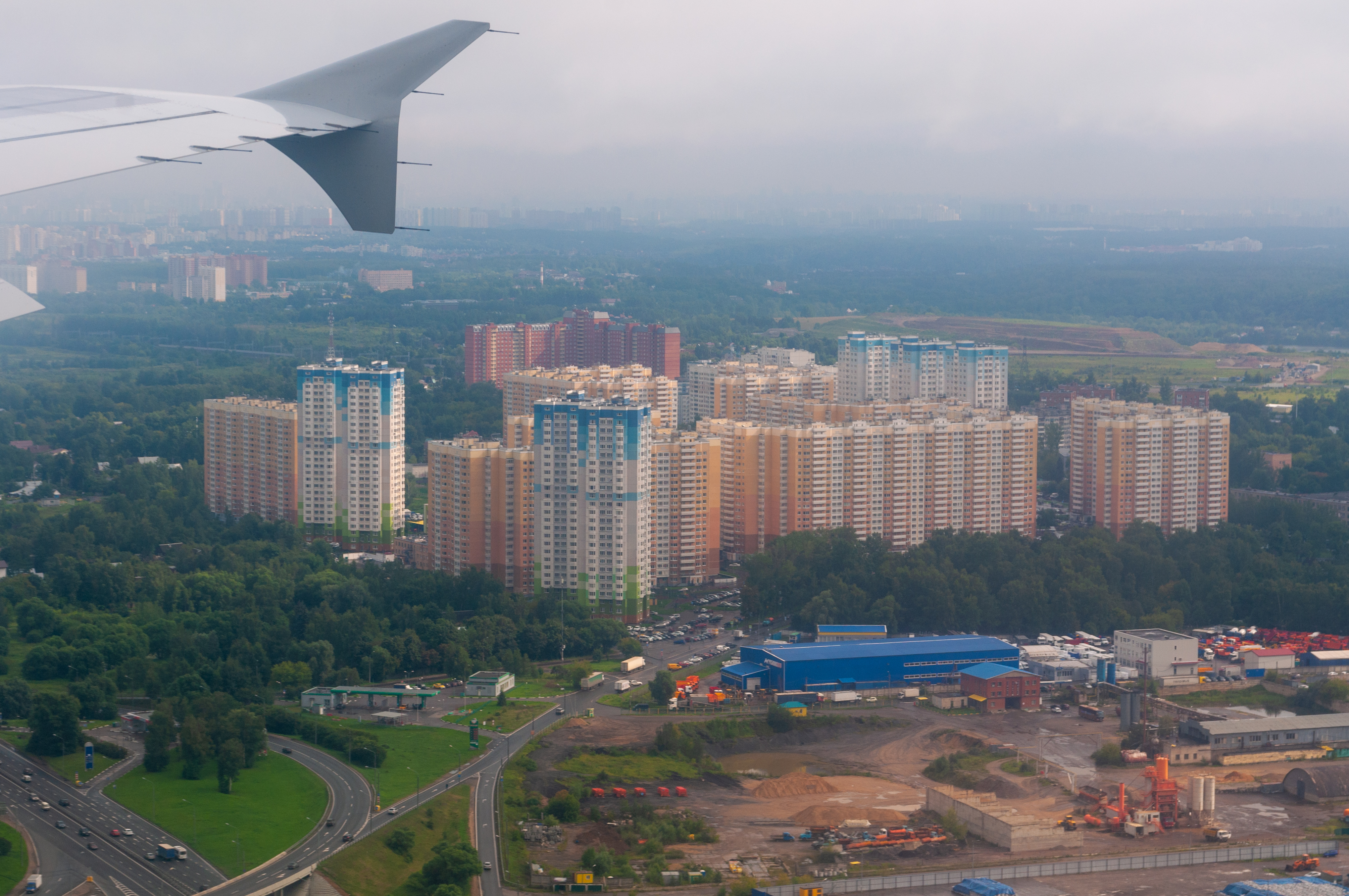
Микрорайон «Синявинская» на Синявинской улице в Молжаниновском районе. Развязка Ленинградского, Шереметьевского шоссе и Комсомольской улицы. Граница Москвы и городского округа Химки, 25 июля 2019 года.

Синя́винская у́лица — улица на севере Москвы, в микрорайоне Новоподрезково Молжаниновского района Северного административного округа, от Ленинградского шоссе к Комсомольской улице.
Название улицы утверждено: 6 февраля 1986 года. На тот момент времени длина улицы 500 метров, ширина 8 метров. ОКАТО: 45277584000; ОКТМО: 45343000; Код ИФНС (физические лица): 7743; Код ИФНС (юридические лица): 7743.

## Происхождение названия
До 1986 года — Школьная улица в бывшем посёлке городского типа Новоподрезково, частично (восемь улиц) вошедшем в состав Москвы в 1985 году.
Переименована в 1986 году для избежания дублирования, так как в Москве есть Школьная улица в Таганском районе. Названа в связи с расположением улицы на северо-западе Москвы, по посёлку городского типа Синявино Ленинградской области находящегося к югу от Ладожского озера в районе которого существовал Синявинский плацдарм, который вошёл в историю Великой Отечественной войны. Именно здесь происходили ожесточённые бои за Ленинград в 1941 году и прорыв блокады в январе 1943 году в ходе операции «Искра».

## Описание
Синявинская улица начинается от Ленинградского шоссе к югу от развязки последнего с Шереметьевским шоссе, недалеко от Приозёрной улицы. Проходит на юго-запад, затем поворачивает на северо-запад параллельно шоссе и выходит заканчиваясь на Комсомольскую улицу. В начале улицы в здании конца XIX века расположена гостиница «Vintage» (Ленинградское шоссе, дом № 297). Рядом с улицей расположен микрорайон «Синявинская» (территория бывшего военного городка, где дислоцировалась 394-я эксплуатационно-техническая комендатура военно-воздушных сил ВС России) для военнослужащих, действующих, запаса и в отставке, где в торжественной обстановке был открыт возрождённый Военно-исторический мемориал «Защитникам Отечества», в другом источнике называется «Защитникам Москвы».
На улице, по всей её длине, отсутствуют: тротуары, велосипедные дорожки, пешеходные переходы, велосипедные парковки, стелы пешеходной навигации и частично освещение.

## Примечательные здания
- дом № 11 — Отдел внутренних дел (ОВД) «Молжаниновский», МВД России; — Отдел Управления Федеральной миграционной службы Российской Федерации (УФМС России) по городу Москве по району «Молжаниновский»;
- дом № 11 Б — Районная детско-взрослая поликлиника: филиал № 3 городской поликлиники № 45 и филиал № ? городской детской поликлиники № 133;

На улице расположены жилой комплекс «Синявинская» (54 700 квадратных метров жилья), дом № 11, корпуса № 1, № 2, № 3, № 4, № 5, № 6, № 7, № 8, № 9, № 10, № 11, № 12, № 13, № 15, № 16, с Государственным бюджетным общеобразовательным учреждением города Москва «Школа Перспектива» (ГБОУ Школа Перспектива), дом № 11А, на 550 мест, построено одно  дошкольное отделение Школы Перспектива (детский сад) на 225 мест, и 1 сентября 2016 года введено второе дошкольное отделение Школы Перспектива (детский сад) на 300 мест, есть и одноэтажные дома.
Список номеров домов и строений по улице: № 1, № 2 стр. № 2, № 3, № 4 стр. № 1, № 4А, № 5, № 6, № 7, № 9, № 10, № 11, № 11 А, № 11 Б, № 12, № 14, № 16, № 18, № 20, № 22, № 24, № 26, № 28, № 30, № 32.

## Транспорт

### Автобусы
По улице маршруты наземного городского транспорта не проходят. По Ленинградскому шоссе проходят автобусы маршрутов №№ 13, 30, 283, 283К, 350, 400, 440, 465, 484, 817, 851, 865, остановка «Черкизово», по Комсомольской улице №№ 30, 283, 283К, 865, 865К, остановка «Комсомольская улица».

### Железнодорожный транспорт
Станции Подрезково и Новоподрезково Ленинградского направления Октябрьской железной дороги и МЦД-3 — 1,6 — 1,8 километра.